# 神奈川県立相模原城山高等学校
神奈川県立相模原城山高等学校（かながわけんりつ さがみはらしろやまこうとうがっこう）は、神奈川県相模原市緑区城山にある県立高等学校である。

## 概要
県立高校改革実施計画(Ⅱ期)において、神奈川県立相模原総合高等学校と神奈川県立城山高等学校が再編・統合して2023年4月に開校した。敷地、校舎等は城山高等学校のものを使用している。

## 沿革
- 2023年（令和5年）4月1日 - 開校。

なお、統合前の沿革については

## 学校生活

### 部活動
運動部
- 野球
- バドミントン
- 陸上競技
- サッカー
- バレーボール
- ハンドボール
- 卓球
- バスケットボール
- 剣道
- テニス
- ソフトテニス
- ダンス
- 水泳同好会

文化部
- 美術
- 書道
- 演劇
- 放送
- 吹奏楽
- 軽音楽
- 茶道
- 創作
- 生物
- 合唱
- 料理研究同好会
- パソコン同好会
- ひまわりクラブ

## アクセス
神奈川中央交通 橋01・橋02「城山高校前」下車 徒歩3分